# Puya valida
Puya valida là một loài thực vật có hoa trong họ Bromeliaceae. Loài này được L.B.Sm. miêu tả khoa học đầu tiên năm 1964. Chúng là loài đặc hữu của Bolivia.